# Aneura cochleata
Aneura cochleata là một loài rêu trong họ Aneuraceae. Loài này được Hook. f. & Taylor Stephani mô tả khoa học đầu tiên năm 1893.